# Hetaerina capitalis
Hetaerina capitalis är en trollsländeart som beskrevs av Selys 1873. Hetaerina capitalis ingår i släktet Hetaerina och familjen jungfrusländor. Inga underarter finns listade i Catalogue of Life.